# Ermida de Nossa Senhora da Piedade (Santo Espírito)

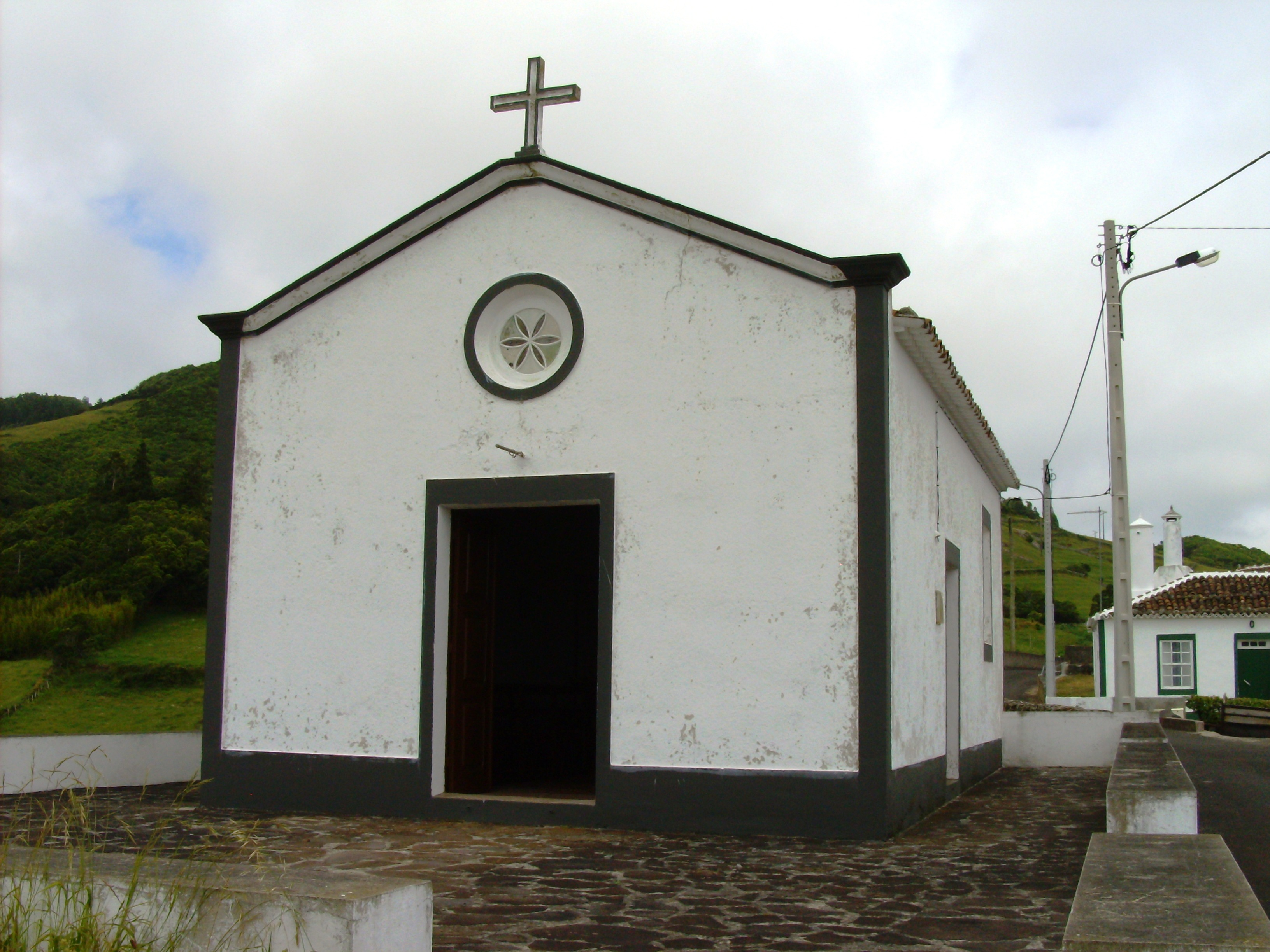
Ermida de Nossa Senhora da Piedade.

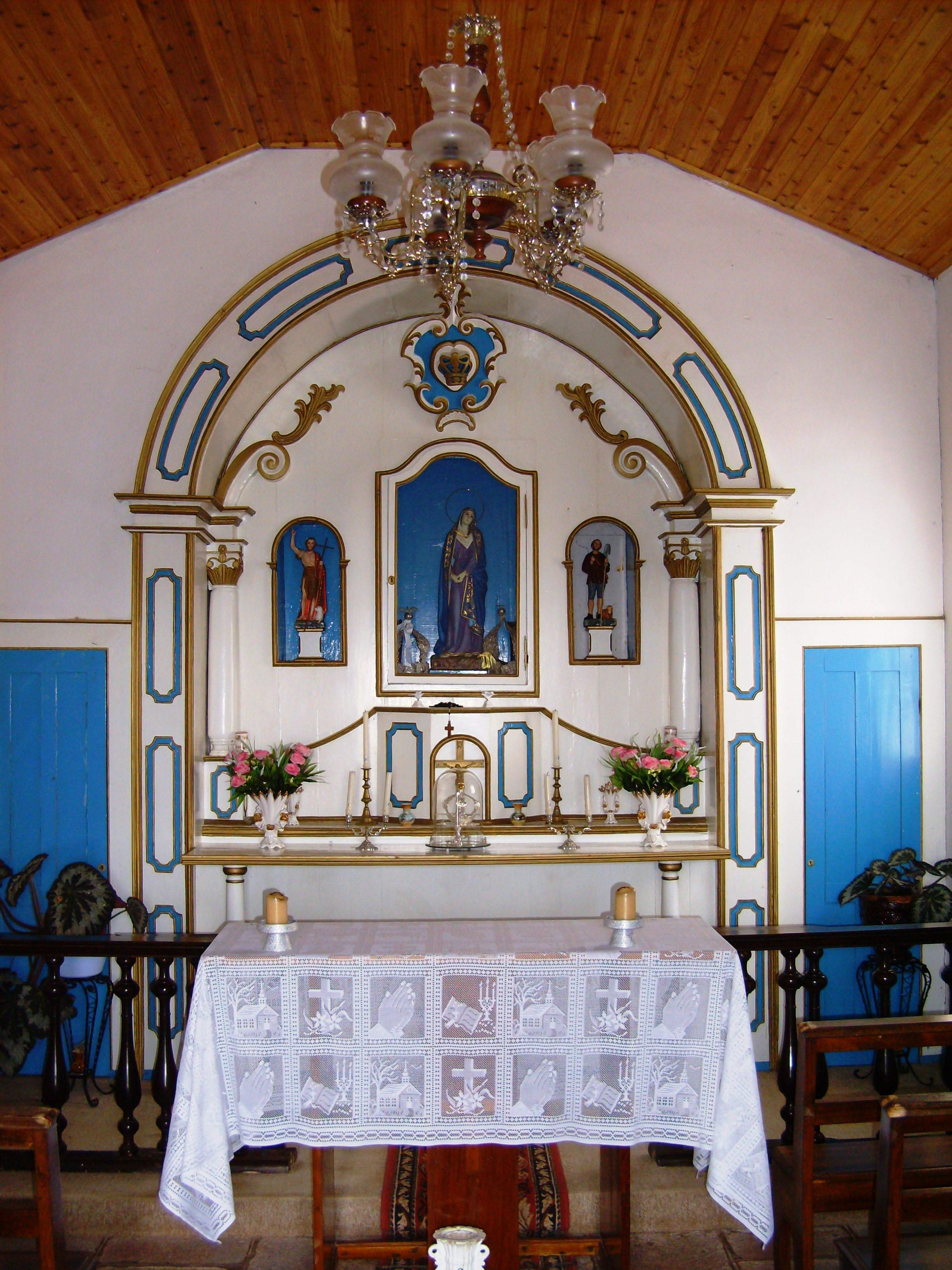
Ermida de N. S. da Piedade: altar

A Ermida de Nossa Senhora da Piedade localiza-se no lugar de Malbusca, na freguesia do Santo Espírito, concelho da Vila do Porto, na ilha de Santa Maria, nos Açores.

## História
Encontra-se referida por MONTE ALVERNE (1986) ao final do século XVII.
Remonta a uma primitiva ermida erguida no lugar da Piedade pela própria comunidade. Nela era celebrada a missa, aos Domingos, pelo padre da freguesia, João Pimentel. Este religioso fez demolir o antigo templo, reerguendo-o onde hoje se encontra, no lugar de Malbusca, em terreno doado, para esse fim, por Bernardino Pacheco.
A copeira para a realização dos Impérios foi erigida na década de 1950 e beneficiada em 2001. O "theatro" foi erguido pela Junta de Freguesia de Santo Espírito em 2002.

## Características
Construção isolada, implantada ao centro de um adro murado, apresenta planta retangular, com um pequeno volume adossado à lateral esquerda, correspondente à sacristia.
A fachada possuiu porta encimada por um óculo. No topo da cumeeira, uma cruz de pedra.
Na lateral direita rasgam-se uma porta e uma janela.
A cobertura é de duas águas em telha de meia-cana tradicional rematada por beiral duplo.
Os azulejos na ermida datam do século XVII.